# Esclavage au Mali

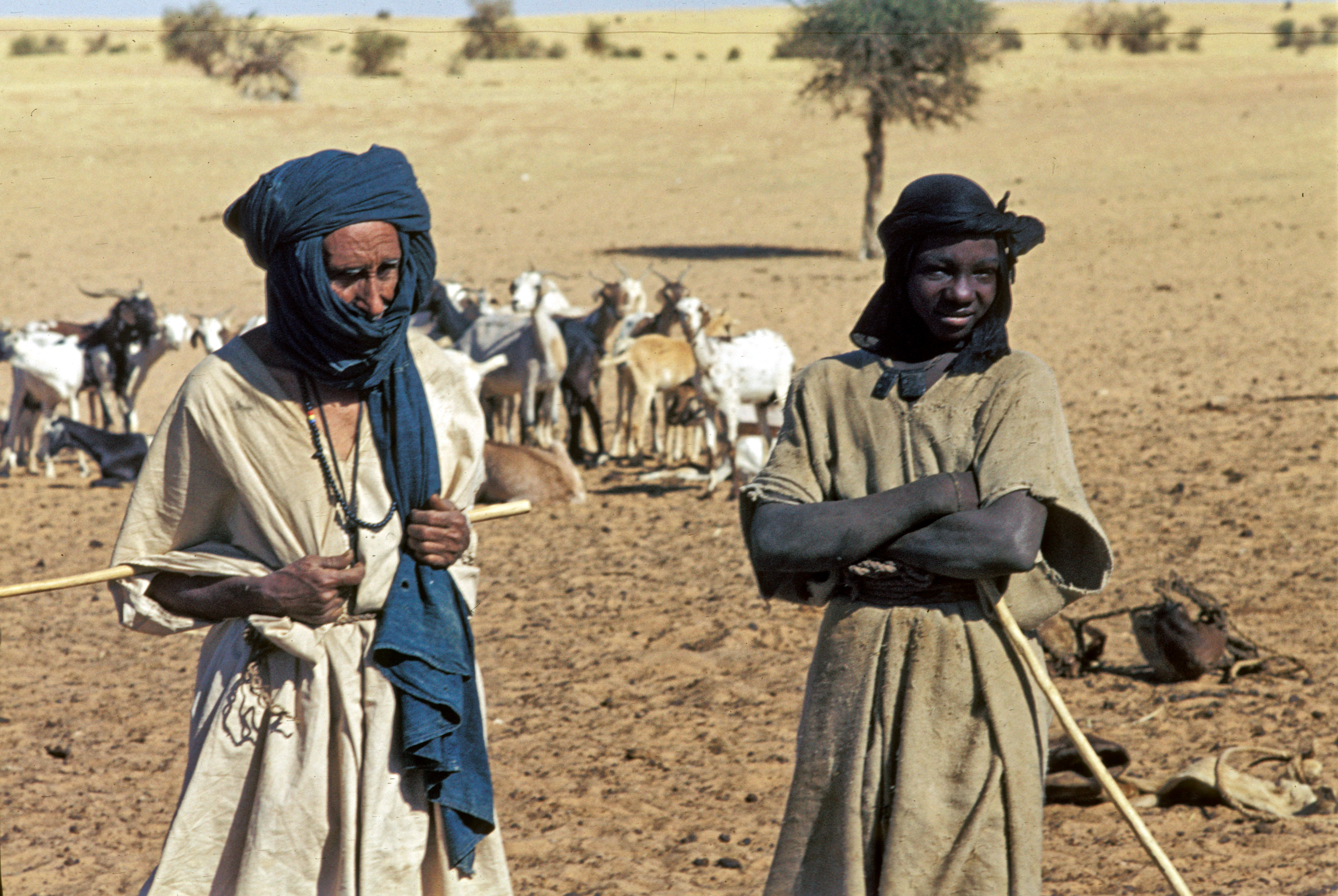
Un nomade touareg et son esclave au Mali en 1974.

L’esclavage est un phénomène courant au Sahel et se traduit souvent par la domination d'un groupe ethnique par un autre. Il concernerait au moins 300 000 personnes au Mali.

## Structure sociale et ethnique
Dans la majorité des ethnies représentées au Mali, notamment chez les Soninké, Malinké et Peulh, la société est divisée selon la hiérarchie sociale suivante : les nobles, les artisans, les griots — et les esclaves, ou descendants d'esclaves. Ces catégories sont historiquement endogames.
Cette hiérarchie sociale basée historiquement sur une économie principalement esclavagiste, a donné lieu au phénomène spécifique qu'est l'esclavage par ascendance.
Ces personnes sont assimilées culturellement: les Bellas parlent tamasheq, la langue touareg ; les Haratins sont arabophones ; les Dyons maîtrisent le bambara, ces individus n'ont que peu de droit dans leur communauté : ils ne peuvent pas accéder au fonction de chef de village, dans certains cas ils ne peuvent pas diriger la prière ou être enterrés dans les mêmes cimetières que ceux considérés comme « nobles », les femmes et les enfants peuvent être corvéables à merci, voire exploités sexuellement.

## Histoire
L'esclavage au Mali existait avant la conquête arabe. Ainsi, chez les Soninkés, ce pourrait être la conséquence d'un système de castes antérieur aux contacts entre l'Afrique de l'Ouest et le monde arabo-musulman.
Soumaoro Kanté, roi du Sosso, tenta de soulever les Malinkés contre la traite esclavagiste  pratiquée par les Soninkés et les Maures, mais échoua d’une part ; Soundiata Keïta, après avoir défait le même Soumaworo à Kirina en 1235, fit adopter la « Charte de Kurukanfuga », dont une clause interdisait l’esclavage.
L'esclavage fut officiellement interdit au Mali en 1905 par l'administration coloniale.
Dans la région de Kayes, entre 1895 et 1935, des esclaves fondèrent des villages à la suite de révoltes contre les nobles.

## Situation actuelle
« Tabou absolu », l'esclavage se pratique encore dans quasiment toutes les communautés du pays à l'exception de quelques ethnies du Sud.

### Chiffres
En 2013, au moins 300 000 esclaves à part entière seraient présents dans le pays, selon Naffet Keïta, anthropologue à l'université de Bamako. En incluant les descendants et les affranchis, méprisés en raison de leurs origines, la question concerne plus de 850 000 personnes, soit près de 7 % de la population. Au terme d'une enquête de terrain, Naffet Keita a réalisé une géographie régionale de l'ampleur du problème : de 30 à 35 % de la population autour de Tombouctou (nord du pays), 30 % à Mopti (centre), 20 % à Gao (nord-est), de 12 % à 15 % à Kayes (ouest) seraient concernés.

### Lutte contre l'esclavage
Des mouvements de lutte contre l'esclavage ont existé dans le passé, de manière plus ou moins formalisée, qu'il s'agisse de résistances individuelles ou collectives,.
Plusieurs organisations luttent actuellement contre l'esclavage :
- le Rassemblement malien pour la fraternité et le progrès (RMFP), dont le slogan est Gambana (Tous égaux). Ce slogan/mouvement rassemble diverses organisations au Mali et au-delà[11] ;
- l'organisation Temedt, créée en 2006[12],[1] ;
- le Mouvement pour la sauvegarde des droits de l'Homme (MSDH)[13].

Toutefois, les pro-esclavagistes parviennent à maintenir un statu quo grâce à leur assise financière et les droits fonciers coutumiers des villages, perpétuant l'« esclavage par ascendance », ce que confirment de nombreux faits divers :
- en septembre 2020, quatre personnes sont assassinées à Djandjoumé, dans la région de Kayes, pour avoir refusé leur statut d’« esclave »[15],[16] ;

- plus tard, en septembre 2021, un homme assigné au statut d'esclave est tué et six autres personnes blessées lors de violences imputées à des individus se considérant comme leurs maîtres[17],[18],[19] ;
- fin juillet 2022, Diogou Sidibé, 71 ans, a subi des violences et a finalement été assassinée dans son propre champ à Lany pour avoir refusé le statut « d'esclave »[20] ;
- en mai 2024, Oumar Konaté, membre d’une association anti-esclavage, est lynché pour s’être opposé à son statut d’esclave[21].

Des condamnations ont eu lieu, mais les militants anti-esclavagistes déplorent qu'en l'absence de loi criminalisant l'esclavage, cette pratique ne fasse pas partie des charges retenues.